# Když múzy mlčí
Když múzy mlčí je jedenácté studiové album české skupiny Monkey Business, vydané v roce 2024 na CD a LP. Jde o první album skupiny nazpívané v češtině. Nahráno bylo ve studiu Villa de Santos v letech 2023–2024 a produkoval jej lídr skupiny Roman Holý. Kromě členů Monkey Business se na něm podílelo několik hostů, včetně Lou Fanánka Hagena, Petra Spáleného a Ondřeje Pivce. První singl z alba, „Ciao! Ciao! Ciao!“, vyšel již v červnu 2024 a na jeho textu spolupracoval Dan Bárta. K písni byl natočen videoklip, ve kterém hráli Ivan Trojan, Martha Issová, Lenka Krobotová, Jaroslav Plesl a další. Jako druhý singl byla v červenci zveřejněna píseň „Dva na kolejích“. Album skupina pokřtila na koncertu v pražské Občanské plovárně. Bylo nominováno na cenu Anděl.

## Seznam skladeb
| Pořadí | Název                      | Hudba                   | Text                                             | Délka |
| ------ | -------------------------- | ----------------------- | ------------------------------------------------ | ----- |
| 1.     | A kde je problém?          | Roman Holý              | Pavel Mrázek, Otakar Vávra, Ester Krumbachová    | 5:16  |
| 2.     | Ciao! Ciao! Ciao!          | Holý                    | Mrázek, Roman Holý, Tereza Černochová, Dan Bárta | 4:09  |
| 3.     | Homo sovietikus            | Holý                    | Mrázek                                           | 3:38  |
| 4.     | Dva na kolejích            | Holý, Tereza Černochová | Mrázek, Černochová, Holý                         | 3:42  |
| 5.     | Jsem zlo                   | Holý, Černochová        | Mrázek, Černochová, Bárta                        | 4:59  |
| 6.     | Príma rozvod               | Holý                    | Mrázek, Holý                                     | 4:32  |
| 7.     | Renomé v jazzových kruzích | Holý                    | Mrázek, Černochová, Holý                         | 4:10  |
| 8.     | Bludičky v močálu identity | Holý, Černochová        | Mrázek, Černochová, Holý                         | 4:31  |
| 9.     | V tenzi astronaut          | Holý                    | Bárta, Holý                                      | 4:44  |
| 10.    | Léto je zpátky             | Holý                    | Mrázek, Holý                                     | 5:48  |

## Obsazení

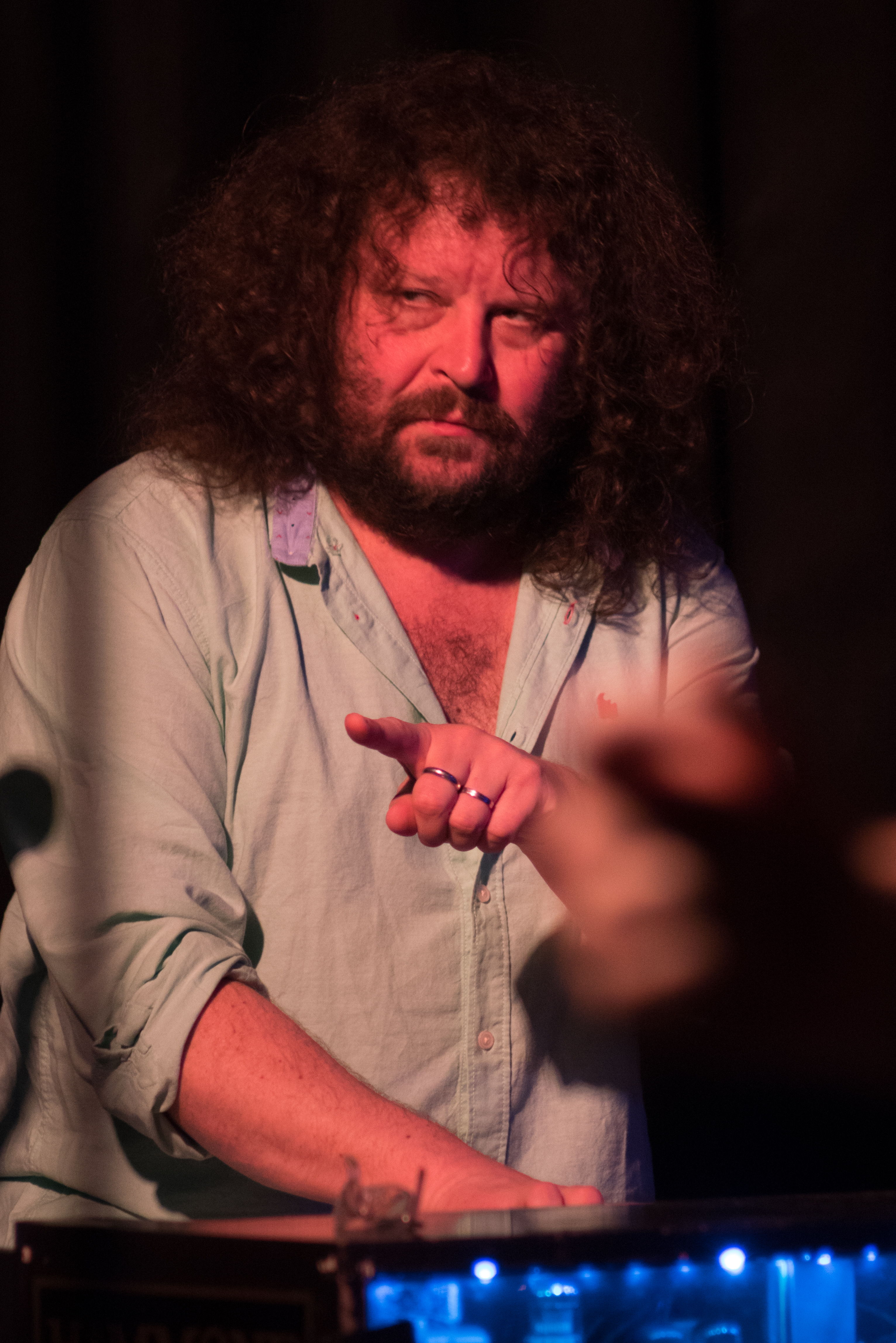
Roman Holý (2017)

### Monkey Business
- Roman Holý – baskytara, kytara, syntezátory, zpěv, perkuse, varhany
- Matěj Ruppert – zpěv
- Tereza Černochová – zpěv
- Pavel Mrázek – baskytara
- Ondřej Brousek – elektrické piano, klávesy
- Oldřich Krejčoves – kytara

### Hosté
- Lou Fanánek Hagen – zpěv (3)
- Petr Spálený – zpěv (2)
- Ondřej Pivec – varhany, elektrické piano (5, 7)
- Radim Výchopeň – příčná flétna (7, 8)
- Roman Pokorný – kytara (7)
- Ashley Slater – hlas (8)
- Andrej Holý – zpěv (8)